# British Columbia Highway 24
Der British Columbia Highway 24 (auch Little Fort Highway oder Interlakes Highway) in British Columbia stellt eine Verbindung zwischen Highway 5 und Highway 97 dar. Beginn des Highways ist in Little Fort, er endet in 93 Mile House. Die Gesamtlänge des Highways beträgt 97 km.

## Streckenverlauf
Der Highway zweigt in Little Fort in westlicher Richtung vom Highway 5, dem Southern Yellowhead Highway, ab. Der Highway durchkreuzt auf seinem Weg in den Westen die Columbia Mountains. Ca. 50 km nach Beginn der Route erreicht sie die erste kleine Siedlung, Bridge Lake; danach vorbei an Roe Lake wird erst wieder nach 38 km eine Gemeinde erreicht, Lone Butte.
Der Highway streift eine Vielzahl größerer und kleinerer Seen (Lac des Roches, Bridge Lake, Sheridan Lake und viele weitere). Der inoffizielle Beiname Interlakes Highway wird durch das Gebiet Interlakes im South Cariboo abgeleitet. Ebenfalls bekannt ist der Begriff Fishing Highway. Dieser Name stammt daher, dass die hunderte Seen am und in der Nähe des Highways zu des besten Angelseen in British Columbia gehören.
Die Strecke folgt einer Route die schon von den indigenen Shuswap vor Ankunft der Europäer genutzt und später durch die Hudson’s Bay Company ausgebaut wurde. Der heutige Highway wurde von 1974 an gebaut, Teilfertigstellung als Schotterpiste 1977, durchgehend geteert seit 1981.